# El otro pie (Ray Bradbury)
El otro pie (original en inglés: The Other Foot), es un cuento de ciencia ficción del escritor estadounidense Ray Bradbury. Apareció por primera vez en el libro El hombre Ilustrado (The Illustrated Man) publicado por Doubleday en 1951.

## Traducciones al español
El cuento tiene al menos dos traducciones al español. La primera realizada en Argentina pertenece a Francisco Abelenda y apareció en el libro El hombre ilustrado publicado en Buenos Aires por Ediciones Minotauro en 1955. Posteriormente, hay una traducción de Mariano Antolín Rato aparecida en el libro La bruja de abril y otros cuentos publicado en España por SM en 1994.

## Argumento
En "El Otro Pie", Marte ha sido colonizado por personas negras que huyeron de la Tierra para escapar de la persecución racial. La historia comienza con los habitantes de una colonia marciana emocionados por la noticia de un cohete entrante desde la Tierra, el primero en veinte años. Se rumorea que el cohete lleva a un hombre blanco, una figura de curiosidad para la generación más joven que nunca ha visto a uno.
La historia profundiza en las memorias de la generación mayor, particularmente en la brutal violencia racial que experimentaron en la Tierra. Willie Johnson, uno de los personajes centrales del cuento, está especialmente amargado por el pasado, ya que sus dos padres fueron asesinados por motivos raciales. Con la noticia de la llegada del cohete, ve una oportunidad de venganza, por lo que reúne armas y cuerdas con el objetivo de linchar al hombre blanco que viene en el cohete. Los hombres blancos sufrirían en Marte el mismo destino que habían hecho sufrir a los negros en la Tierra.
La historia captura las crudas emociones de una comunidad que ha experimentado un profundo trauma y ahora se enfrenta a la posibilidad de nuevamente encontrarse cara a cara con sus opresores. La ansiedad aumenta a medida que se acerca la llegada del cohete, y los habitantes luchan con sus dolorosos recuerdos y la decisión de cómo responder a la llegada del hombre blanco.
Cuando el cohete aterriza, el ambiente entre los marcianos se halla en máxima tensión. De la nave sale un anciano de tez clara, evidentemente cansado y agobiado, quien comienza a relatar los devastadores eventos que ocurrieron en la Tierra después de que la población negra migrara a Marte. Una guerra catastrófica, la Tercera Guerra Mundial, estalló, resultando en la destrucción de las principales ciudades del mundo. Como consecuencia, la Tierra ahora está en ruinas, con su civilización reducida a escombros.
El anciano evoca ciudades y lugares que remecen los recuerdos y las emociones de la multitud. Habla de la destrucción de puntos de referencia familiares que los habitantes de Marte aún guardan en su memoria. La multitud se siente conmovida y triste por lo que escucha.
La revelación del anciano es que la población restante de la Tierra, restringida a solo unos cientos de miles, busca refugio en Marte. Ruega por la ayuda de los marcianos, pidiéndoles que usen sus cohetes para rescatar a los supervivientes de la Tierra. Admite las locuras y maldades del pasado y pide una oportunidad de redención.
El clímax de la historia es un poderoso momento de introspección y decisión. Willie Johnson, con una cuerda aún en sus manos, se enfrenta a la realidad de la devastación de la Tierra. Los lugares que marcaban sus dolorosos recuerdos, como el árbol donde su padre fue linchado, se han ido. La constatación de que los símbolos de su trauma ya no existen provoca un cambio en él.
La historia concluye con los habitantes del pueblo derribando los letreros de segregación hechos apresuradamente y descargando sus armas. Willie reconoce la humanidad compartida entre los marcianos negros y los terrícolas blancos, dándose cuenta de que todos son supervivientes de un pasado tumultuoso. La historia termina con una nota esperanzadora, sugiriendo un nuevo comienzo donde los agravios pasados pueden dejarse de lado y se puede construir un futuro armonioso.